# Gragnague
Gragnague är en kommun i departementet Haute-Garonne i regionen Occitanien i södra Frankrike. Kommunen ligger i kantonen Verfeil som tillhör arrondissementet Toulouse. År 2022 hade Gragnague 2 428 invånare.

## Befolkningsutveckling
Antalet invånare i kommunen Gragnague
Referens:INSEE

## Monument

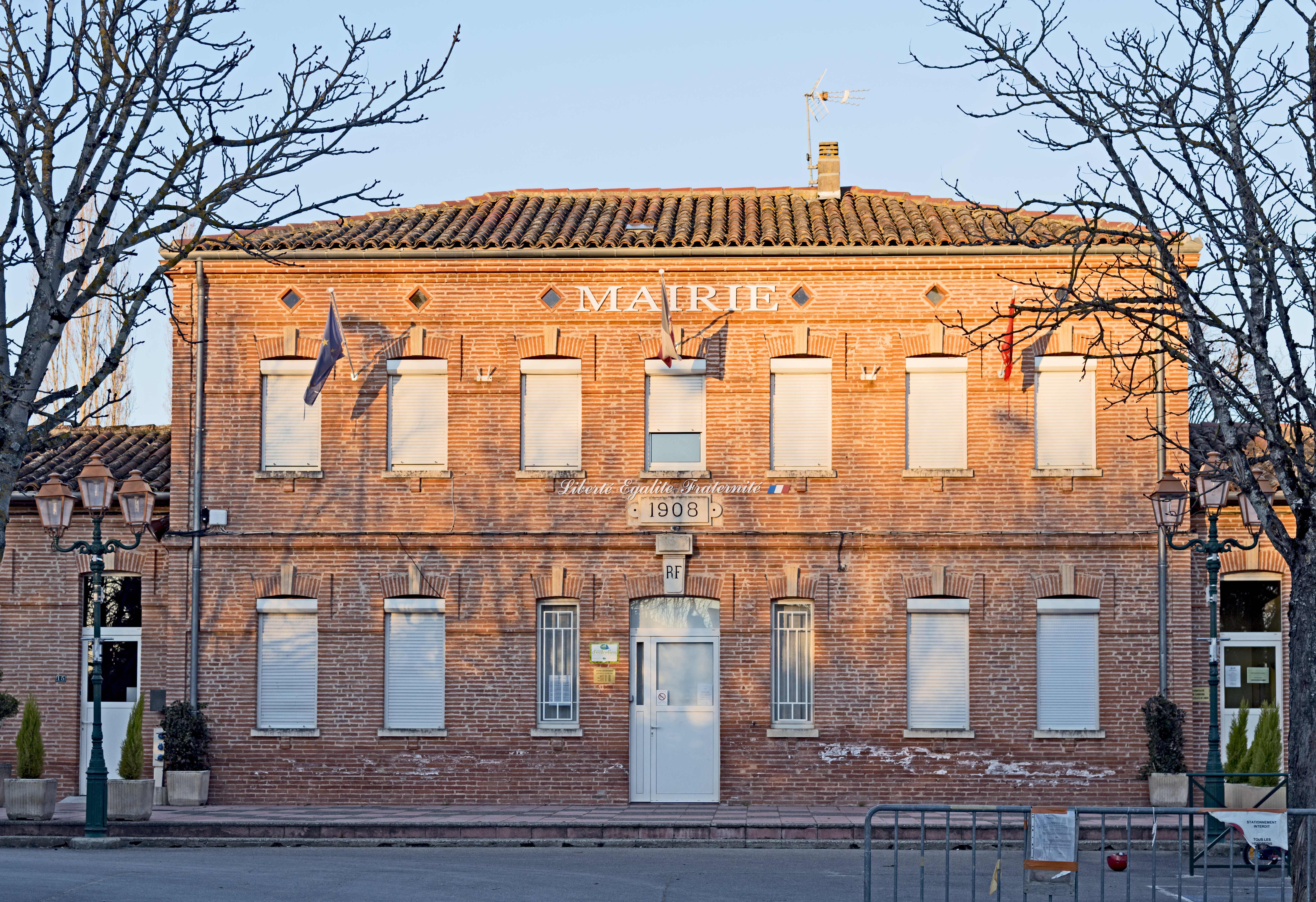
Rådhuset.
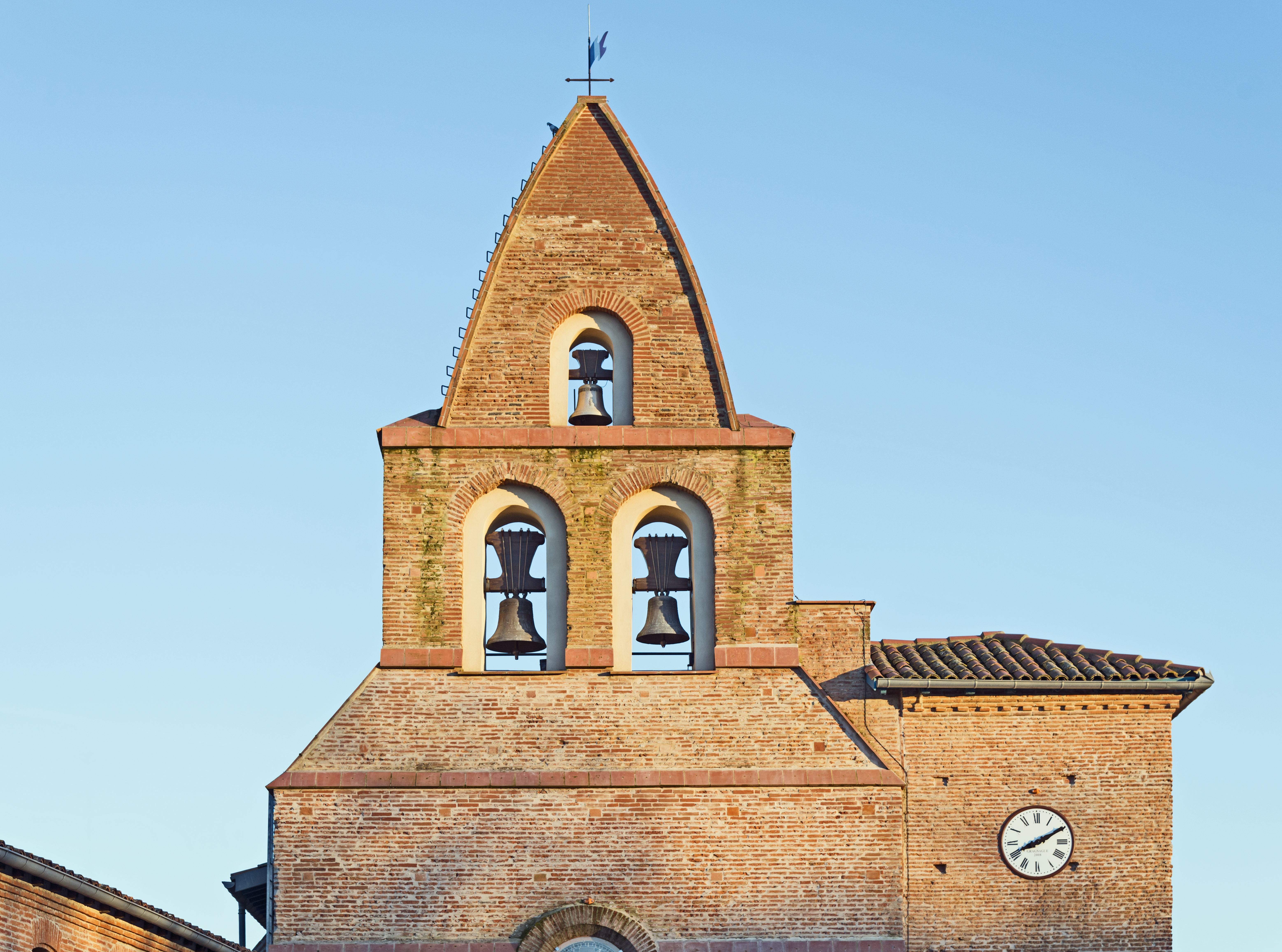
Kyrkan
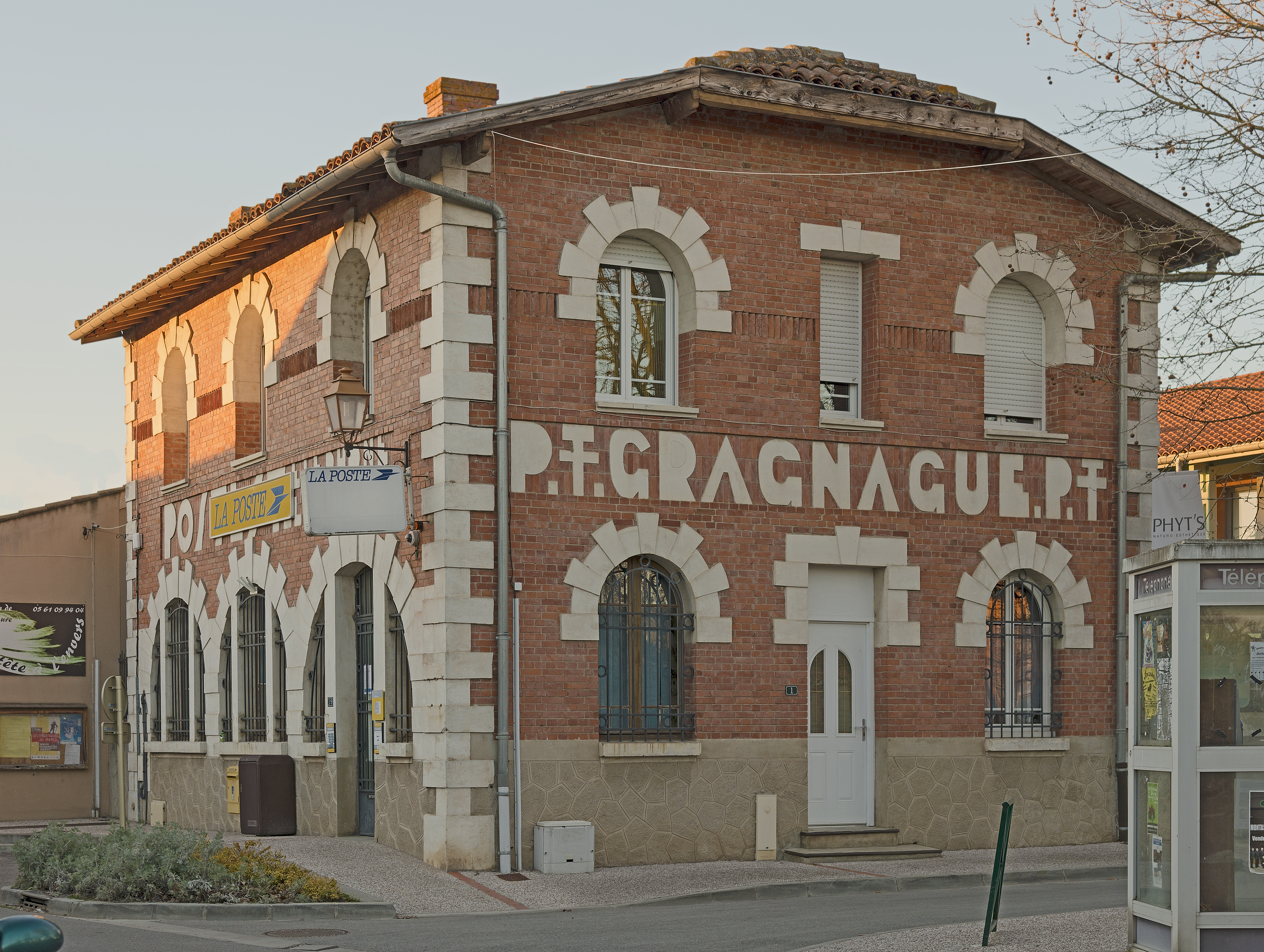
Postkontor